# HD 129456
c1 Centauri
Pour les articles homonymes, voir C Centauri.
Désignations
c1 Centauri (en abrégé c1 Cen), également désignée HD 129456 ou HR 5485, est une étoile géante de la constellation australe du Centaure. Elle est visible à l'œil nu avec une magnitude apparente de 4,06. L'étoile présente une parallaxe annuelle de 15,57 ± 0,16 mas telle que mesurée par le satellite Hipparcos, ce qui indique qu'elle est distante de 209 ± 2 a.l. (∼ 64,1 pc) de la Terre. Elle se rapproche du système solaire à une vitesse radiale héliocentrique de −38 km/s.
c1 Centauri est une étoile géante rouge de type spectral K3IIIb. Sa masse est 44 % supérieure à celle du Soleil, mais elle s'est étendue de telle sorte que son rayon est 27 fois plus grand environ que le rayon solaire. La luminosité de l'étoile est 193 fois plus importante que celle du Soleil et sa température de surface est de 4 126 K.